# Belgiens føderale parlament
Belgiens føderale parlament består af to kamre, Repræsentant-kammeret med 150 medlemmer og Senatet med 60 medlemmer.
Den føderale lovgivende magt udøves kollektivt af Kongen, Repræsentant-kammeret og Senatet. Belgiens føderale parlament er således ikke betegnelsen på noget bestemt organ, men derimod de to kamre som samledes i fælles møde, blandt andet når parlamentet skal tages i ed af kongen.
Begge kamrene i parlamentet holder sine møder i samme bygning, Palais de la Nation (fransk), Paleis der Natie (nederlandsk).